# Quaternary
Quaternary è un EP dei Mötley Crüe pubblicato dalla casa discografica Elektra Records nel 1994.
L'album doveva contenere originariamente solo quattro canzoni (da cui il nome) ognuna delle quali interpretata da un singolo componente della band più la traccia Babykills realizzata da tutti e quattro insieme, ma nella versione giapponese sono state inserite altre quattro tracce composte da demo-tape e remix in modo da trasformarlo in un album vero e proprio.

## Tracce
1. Planet Boom (Tommy Lee) - 3:49
2. Bittersuite (Mick Mars) - 3:17
3. Father (Nikki Sixx) - 3:58
4. Friends (John Corabi) - 2:28
5. Babykills - 5:23

### Tracce bonus (versione giapponese)
- 6. 10.000 Miles Away - 6:06
- 7. Hooligan's Holiday (Extended Holiday version) -11:07
- 8. Hammered (demo) - 4:39
- 9. Livin' in the Know (demo) - 4:23

## Formazione
- John Corabi - voce
- Mick Mars - chitarra
- Nikki Sixx - basso
- Tommy Lee - batteria